# Veszprém vára
Veszprém vára visszabontott erődítmény Veszprém városának központjában. Gazdag kulturális és örökségvédelmi értékekkel rendelkezik.

## A vár elhelyezkedése
Veszprém városa a Bakony peremén, mély völgyekkel és függőleges sziklafalakkal határolt területen helyezkedik el. Egy, a környező térszínből alig 40 m-re kiemelkedő sziklagerincen emelkedik a hosszan elnyúló, szabálytalan alaprajzú, hozzávetőleg 400 x 100 m-es alapterületű,  festői szépségű barokk és klasszicista palotákkal beépített várnegyed, számos egyházi, tudományos és művészeti intézmény otthona, élénk forgalmú turisztikai célpont.

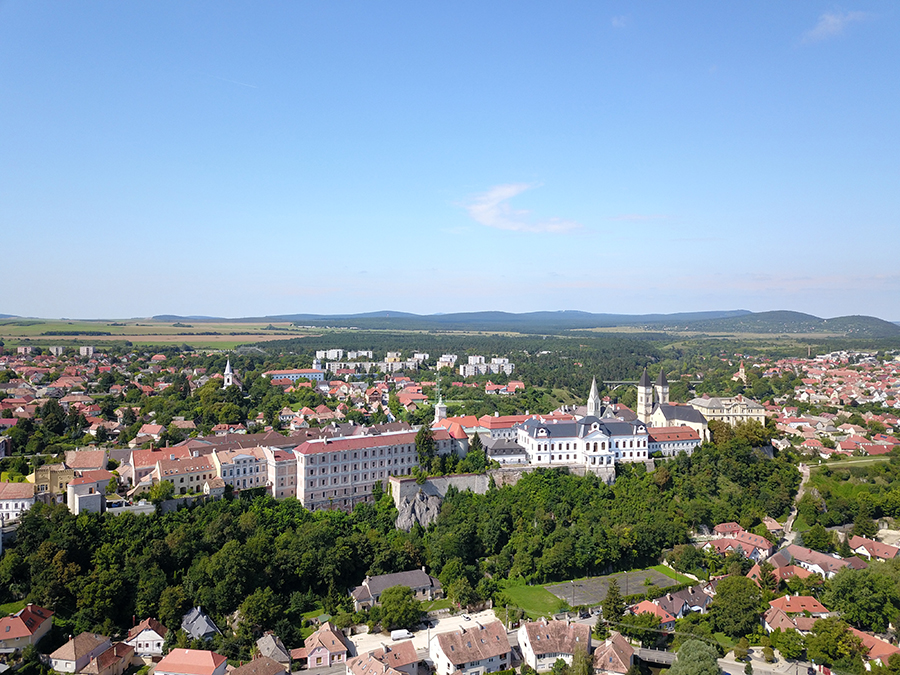
Veszprém, Vár - légi fotó

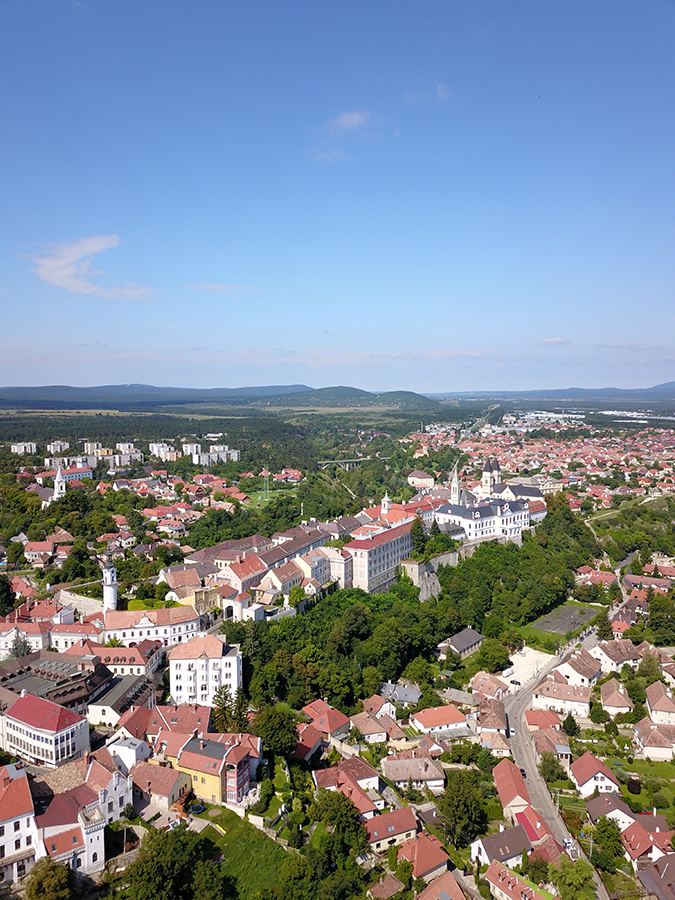
Veszprém, Vár - légi felvétel

## A veszprémi vár mint településtörténeti jelentőségű hely
..." A veszprémi vár, mint településtörténeti jelentőségű hely, elsősorban középkori múltjával tűnik ki. Bár a legújabb régészeti kutatások (Kralovánszky Alán, Cs. Dax Margit, Rainer Pál) eredményei arra engednek következtetni, hogy a Várhegyen a neolit (új-kőkori) időkben már emberi településhely volt. Napjainkban számunkra legfontosabb történelmi jelentősége abban áll, hogy a honfoglalás, az államalapítás idején már ismert hely, amelynek jelentőségét területi elhelyezkedése és megerősíthető jellege adta. Ilyen módon az Árpád-házi királyok által végrehajtott államszervezés szempontjából – mint fejedelmi (királyi) hatalmi központ (várispánság), mint egyházszervezeti központ (püspökség), illetve gazdasági központ (fejedelmi, majd királyi birtokközpont, piachely), a későbbiek során kulturális központ (veszprémvölgyi apácakolostor, illetve a szabad művészeteket és a jogtudományt oktató főiskola (stúdium), közép-európai mértékkel ítélve is jelentős állományú könyvtár, (talán könyvmásoló műhely) – nagy jelentőséggel bírt.
A veszprémi vár jelentősége a mohácsi csatavesztést követő időszakban ismét megnövekedett. Végvár jellegéből adódóan ebben az időben jelentősége elsősorban erődítmény jellegéből származik, tehát hadászati volt. (Többszöri ostromviseltségének következményei napjainkig hatnak.) Gazdasági jelentősége lényegében ennek rendelődött alá. Egyházszervezeti, kulturális szempontból jelentősége időlegesen – szinte teljesen – megszűnt (a püspökség Sümegre költözött), majd a háborúskodás után újraéledt.

### A vár és régészeti feltárásai
Veszprém városa – és központjában a várnegyed – korábbi komplex funkcióját csak a Rákóczi-szabadságharcot követő időszakban nyerte vissza (abban az időben, amit a település történetét kutatók és történészek a katolikus restauráció idejének neveznek).
Ebben az időben a püspök kettős funkciójából adódóan (püspök és főbíró is) az egyházi és világi közigazgatás, a püspöki gazdaság irányítása szervezése kapcsán, a várnegyed központszerűen működött. A Váralja településrészek kereskedő-kisiparos lakosságának növekedésével a városi gazdasági szerepkör is visszatért. Az egyház-szervezéshez kapcsolódó papnevelés, illetve egyházi oktatás kapcsán az oktatási szerepkör is kibontakozott. A katolikus restauráció (ellenreformáció) történelmi időszakának megpezsdülő életrendje a várnegyed teljes átformálódását eredményezte, melynek során még ma is élő, s emlékeiben is grandiózus művészeti – elsősorban építőművészeti – tevékenység bontakozott ki a 17–18. században, amely aztán majd a következő évszázadban az irodalmi, tudományos életben országos hírnevűvé váló személyiségeket teremtett Veszprém iskoláiban.
A 19–20. század elejének gazdasági átalakulása nem talált Veszprémben olyan településalakító adottságokat, amelyek a város urbánus fejlődésének, gazdasági megerősödésének robbanásszerű eredményét hozta volna. Ebben az időben csak közigazgatási – oktatási és egyház-igazgatási szerepkörei teljesedtek ki, 
aminek kapcsán a várnegyed, mint egyházi és polgári központ, funkciójában megbomlott, s megkezdődött a Veszprém városra egyedülállóan jellemző központvándorlás, melynek folyamata tulajdonképpen mindmáig tart. Ebben a folyamatban a világi funkciók fokozatosan elhagyták a várat, először a hozzá délről csatlakozó Váraljára, a Piac tér környékére, majd a Gizella térre tolódott el. A 20. században innen, különválva, kelet felé, a mai Kossuth Lajos utca irányában a kereskedelmi-ellátási, délre, a mai Erzsébet tér irányában a közigazgatási, nyugati irányban az oktatási-művelődési funkciók letelepedésére került sor. Ez időtől megerősödött – és ma is tapasztalható – a veszprémi várnegyedre jellemző „városban levő, mégis különállóság", amelyet alapvetően a Várhegy domborzati-geológiai adottságai határoztak meg, de nagymértékben hatást gyakorolt ebben a városi funkciók előbb említett kivonulása is.
A várnegyed szerencsésen elkerülte a második világháború károsításait. A várost ért bombatámadások következtében keletkezett lakóépületkárok enyhítése érdekében a vár épületeinek jelentős részét lakóépületekként használták. Mivel korábbi történetének idején a lakóterületi közművesítése nem volt cél, a megváltozott épület- és területhasználat következtében rohamos – a 80-as évekre már helyenként életveszélyes – károsodások keletkeztek. A veszélyeztetett Várhegy és várnegyed megmentésére vállalkozó országos mentőakció első – grandiózus – programja 1980–94 között valósult meg.
Napjainkban a várnegyed ismét intézményfunkciókkal gazdagodott. A város településszerkezetének fejlesztésekor, a várnegyed városi funkcióinak szervezésekor – rendszeresen felmerül a vár-együttes monofunkcionális jellegének lehetséges feloldásának keresése."

## A Veszprémi Vár története
A hazai településhálózatban, mint fejedelmi szállás- és tartózkodási hely a kezdetektől kitüntetett szerepet játszó Veszprém, amely nevét minden bizonnyal Géza fejedelem Beszprim nevű unokájáról nyerte, az ország legkorábban kialakult vármegyei és püspöki székhelyei közé tartozott.
Az egyházi és államigazgatási központ intézményeinek helyet adó vár, illetve annak védművei két szakaszban épültek meg. Elsőként a várhegy északi harmada, a székesegyháznak és a püspöki palotának otthont adó terület népesült be, amelyet dél kivételével – mint természetes védelmi vonal – minden oldalról meredek falú sziklaoldalak határoltak. Déli oldalán viszont már az államalapítás körüli évtizedekben árokból és sáncból álló védőrendszert létesítettek.
A vár bővítésének és további megerősítésének pontos kronológiája nem ismert. Az északi, belső és a déli, alsó vár között később, két építési fázisban kapuvédő létesítményekkel (kaputornyok, kapuszoros, kapuudvar) ellátott kettős kőfal épült a 13. század második, illetve a 14. század első harmadában. Legkésőbb ebben az időszakban keletkezett az alsó várat övező falrendszer is. Ennek egyetlen maradványa a mai Tűztorony alsó szintje, amely az egykori felvonóhidas várkaput őrző torony része volt.
A belső vár védőfalai keletkezésének ideje sem ismert pontosan, az azonban bizonyos, hogy az 1412 és 1424 között pápai adminisztrátorként a püspöki udvarban tartózkodó Branda de Castiglione bíboros itáliai palotájában található, Masolino da Panicale által készített, és 1420 körüli időre datált egyik falfestményen, Veszprém legkorábbi ismert ábrázolásán az erőd északi részét tornyokkal kiegészített várfalak veszik körbe azokon a részeken is, ahol a meredek sziklafalak egyébként megfelelő védelmet nyújtottak. E falszakasz megépítése összefüggésben állhat a Zsigmond király által 1405-ben egybehívott országgyűlésen hozott azon törvénnyel, amely a városok kőfallal történő megerősítését rendelte el. Ennek eredményeként Veszprém vára a 15. század első felében az ország jelentősebb erődítményei közé emelkedett ugyan, de a Ferdinánd és Szapolyai között kibontakozó belháború idején, illetve a végvári harcok kezdetekor a viszonylag gyors haditechnikai fejlődés következtében elavulttá vált.
1526 után mindehhez hozzájárultak a gyakran gazdát cserélt vár elleni gyakori támadások is, amelyek során védművei egyre rosszabb állapotba kerültek. Miután Szalaházy Tamás püspök, a főpapság mohácsi csatát túlélő kevés tagjának egyike a Habsburgok oldalára állt, János király hívei 1527-ben megostromolták, majd elfoglalták. Noha a császáriak rövidesen visszavették, a Szapolyaihoz átpártoló Török Bálint 1537-ben visszafoglalta Veszprémet. A rákövetkező évben azonban Ferdinánd spanyol zsoldosai ismét megszerezték.
Mint az észak-dunántúli hatalmi tér centrumának számító Buda–Esztergom–Székesfehérvár-háromszög – Győrrel és Pápával együtt – legkülső védelmi vonalába tartozó erőd a hódoltság időszakában is számos alkalommal került ellenséges kézbe. A törökök elsőként 1552-ben, hétnapos ostromot követően foglalták el, és a későbbiekhez hasonlóan mintegy 300-350 főnyi várőrséget állomásoztattak a falai között. A veszprémi birtok ura, a püspök, aki 1313 óta a vármegye főispáni tisztét is betöltötte, Sümegre menekült.
A Győrben állomásozó Salm császári tábornok 1566-ban indított hadjáratot a dunántúli várak visszafoglalására. Veszprém esetében nem ütközött különösebb ellenállásba, hiszen egynapos ostromot követően az erőd elesett. E harc során a bástyák és falak szinte teljes egészében megsemmisültek (ekkor égett le a székesegyház is), ezért elkerülhetetlenné vált az udvar kezelésébe került vár kincstári forrásokból történő újjáépítésének és megerősítésének elvégzése. A felújítási, erődítési munkálatokra az 1570-es években itáliai hadmérnökök tervei alapján, illetve irányításukkal került sor.
Az új védművek rövid életűnek bizonyultak, mert 1593-ban egy 50 ezer fős török sereg hatnapos tüzérségi támadással lerombolta a falakat és bástyákat, majd miután a reménytelenné vált helyzetben lévő védők megpróbáltak elmenekülni, harc nélkül birtokba vették a várat. Öt évvel később azonban már ismét a császáriak kezén találjuk, minthogy Pálffy Miklós és Schwarzenberg fővezérek csapatai közeledésének hírére a törökök meg sem próbálkoztak a megtartásával; felgyújtották és elmenekültek. 1605-ben ismét az oszmánok, majd 1608-ban megint a Habsburgok foglalják el.
A császárpárti hatalomnak Bethlen Gábor erdélyi fejedelem katonái vetnek véget, akik 1620-ban kiűzték a várból Zichy Pál kapitányt, bár két évvel később a Habsburgokkal megegyezésre kényszerülő Bethlennek a nikolsburgi béke egyik feltételeként le kellett mondania Veszprémről, ahol ismét a királytól zálogjogot szerzett Zichy Pál került hatalomra. 1629-ben a Sümegről visszatérő Senyey István püspök a győri kapitánnyá kinevezett Zichytől megváltotta a veszprémi birtokot és a várőrséggel elismertette a püspök és az új kanonokok kinevezésével megalakuló káptalan földesúri jogait.
Az 1640-es években védelmi képességének erősítése céljából újabb átalakításokat végeztek a váron: oldalazó tüzelésre alkalmas fülesbástyákat építettek, helyreállították a nyugati rondellákat és bizonyos helyeken módosították a falak vonalvezetését is.
A Bécs meghódításának céljából indított utolsó oszmán hadjárat keretében Thököly Imre törökpárti csapatai harc nélkül elfoglalták Veszprém várát, miután Babocsay kapitányt katonáival együtt Győrbe rendelték a császári főváros ellen vonuló török sereg elleni küzdelemre. Három hónap múlva azonban újra és véglegesen keresztény kézbe került; a Buda 1686-os visszavételét követő néhány éven belül a törökök kivonultak Magyarországról.
A hódoltságot követően erőd funkciója a hazai várak védműveinek királyi rendeletre történő megsemmisítése és a Rákóczi-szabadságharc bukását követően Heister generális csapatai által végzett pusztítás következtében megszűnt. Végvári státusát a tábornoki székhelyeknek a határvidékekre való áttételéről és a szükségtelen erősségeknek kiürítéséről címet viselő 1723. évi XXIII. törvénycikk hatályba lépése után jogi értelemben is elveszítette.
Acsády Ádám püspök idejében, az 1730-as években elbontották a belső és alsó vár között falat, illetve kapuépítményeket is, majd a várnegyed területén a 18. század második felében új építkezési hullám vette kezdetét, amelynek keretében az egyházmegyei építmények megújítása mellett számos, a mai utcaképet meghatározó barokk stílusú polgári épületet, palotát emeltek. Ezzel egyidejűleg, hogy további teret nyerve a várhegy keskeny platóját kiszélesíthessék, a régi, többségében megsemmisült falak külső vonalában, azzal párhuzamosan húzódó támfalakat építettek. A két falsáv közötti terület feltöltésével kerteket alakítottak ki és az új épületek belső udvarai számára biztosítottak helyet. A várhegyet övező ezen újkori támfalakat több esetben – tévesen – a középkori erőd maradványainak vélik.

## Képgaléria

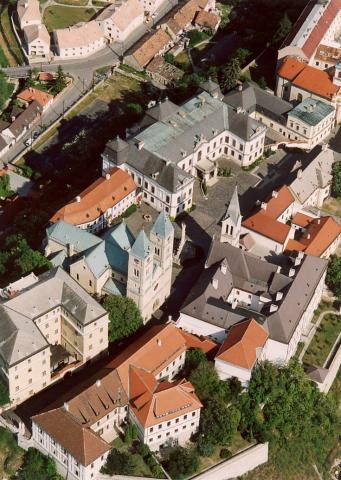
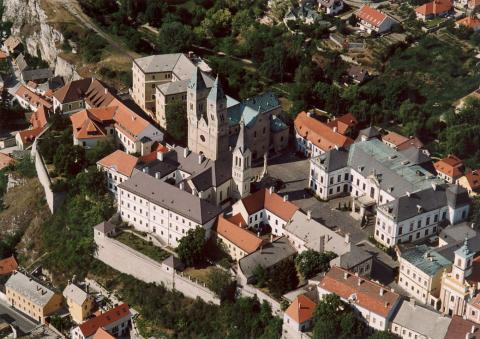
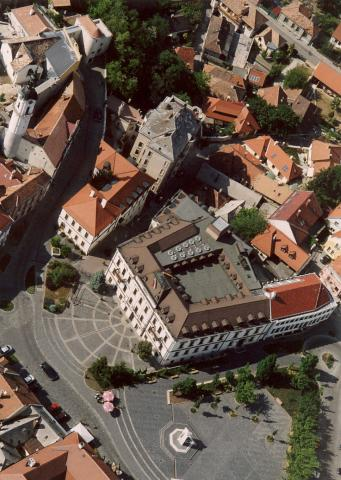
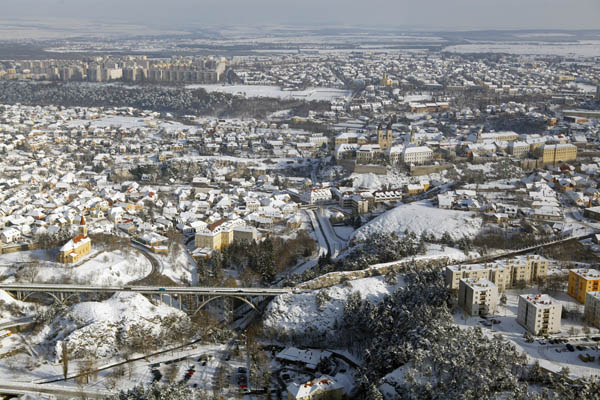
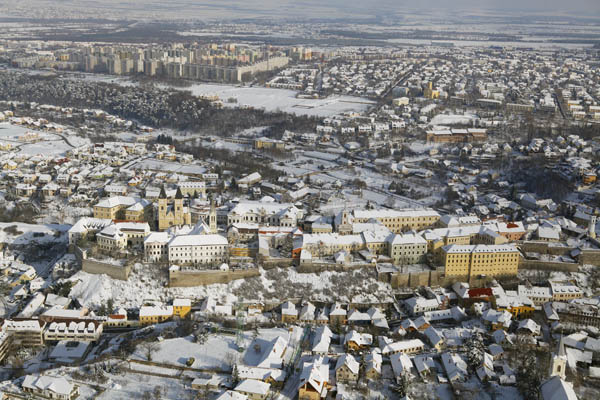
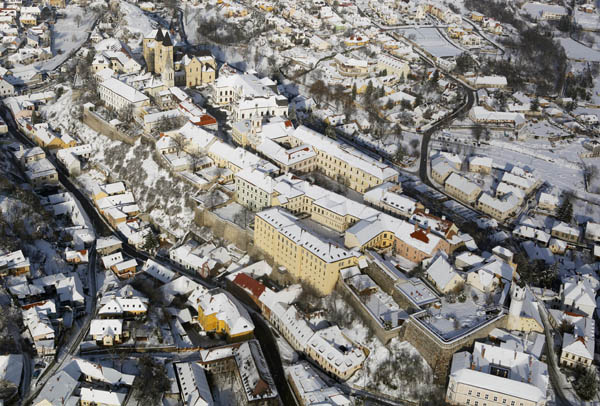
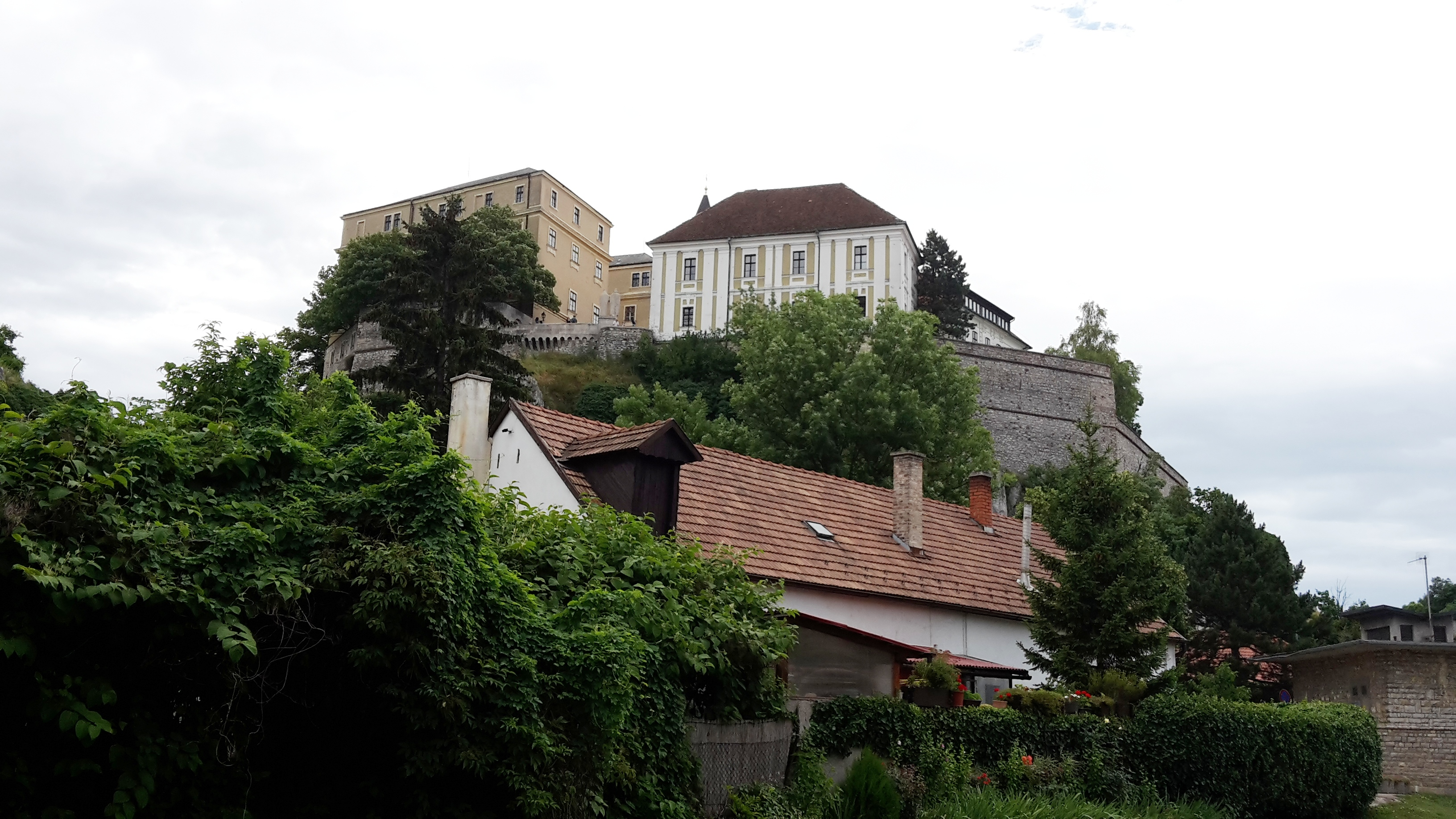
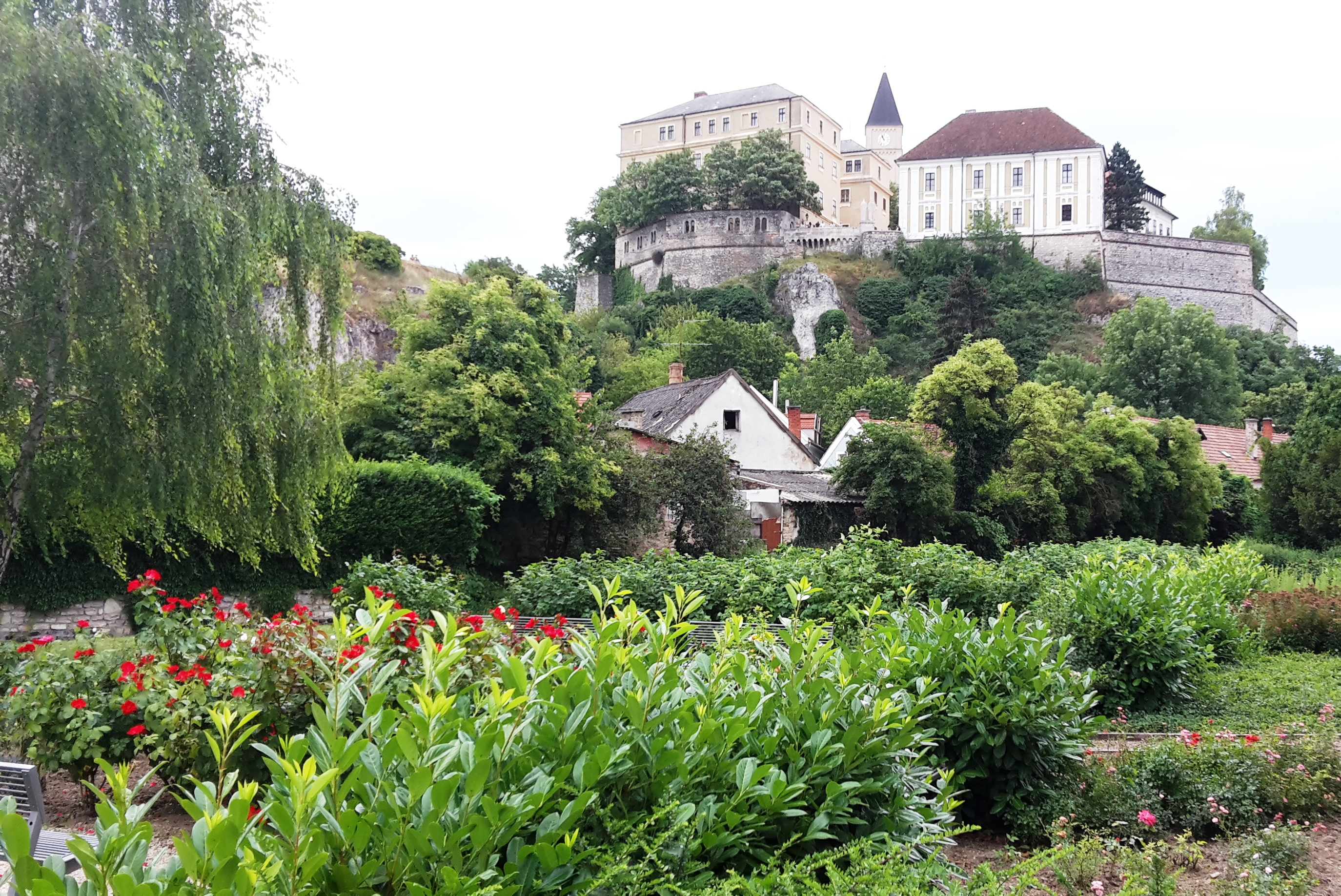